# ITU Ventures
ITU Ventures est une compagnie de capital-risque fonctionnant principalement sur développant enterprises autour des technologies émergeant des établissements de recherches et des laboratoires d'université. La compagnie fournit des possibilités d'investissement aux investisseurs dans le domaine du haute technologie et financement aux entreprises en démarrages principalement dans le domaine des communications et des semi-conducteurs.
ITU Ventures est basée à Los Angeles, en Californie.

## Histoire
ITU Ventures a été fondée début 2000 par Chad Brownstein et Jonah Schnel. Chad Brownstein était un membre des divisions services bancaires d'investissement de Donaldson, de Lufkin et de Jenrette, et Jonah Schnel était un directeur chez SunAmerica, Inc. ITU Ventures a depuis lors les fonds affectés pour financer le commencement et l'établissement certain de nombreux entreprises en démarrages y compris Eizel Technologies depuis acquis par Nokia, Coatue – depuis acquis par Advanced Micro Enterprises, and Hier Design – depuis acquis par Xilinx.
ITU Ventures participe actuellement au financement des compagnies suivantes, entre d'autres :
- Luxtera: mettant au point les produits photonique, spécifiquement, structures optiques un ordre de grandeur plus petit que ceux traditionnellement utilisés dans des appareils optiques intégrés.

- CoMet Solutions: mettant au point une plateforme de logiciel qui améliore l'efficacité des environnements virtuels de prototypage.

- OEWaves: mettant au point composants pour les oscillateurs à haute fréquence, qui permettent des perfectionnements significatifs sur des connexions à large bande sans fil et télécommunications par fibres optiques.

## Direction
ITU Ventures est gérée par ses fondateurs et associés directeurs Chad Brownstein et Jonah Schnel, avec Steve Schneider, le directeur financier, Dr Cahit Akin, et Leslie E. Bider, le stratège en chef.